# Николай Лесков
Никола̀й Семьо̀нович Леско̀в (на руски: Никола́й Семёнович Леско́в) е руски писател и журналист.

## Биография
Роден е на 16 февруари (4 февруари стар стил) 1831 г. в село Горохово, Орловска губерния, в семейството на следовател. Учи пет години в гимназията в Орел, но завършва само два класа и се отказва, след това е държавен чиновник в Орел и Киев, а от 1857 г. работи в търговското предприятие на вуйчо си, като пътува много из цялата страна. Започва да публикува от началото на 60-те години и става известен главно със своите разкази на съвременни теми, отразяващи живота на тогавашното руско общество.
Николай Лесков умира на 5 март (21 февруари стар стил) 1895 година в Санкт Петербург.

## Основни произведения
Романи
- „Няма накъде“ (Некуда, 1864)
- „Нещастните“ (Обойдённые, 1865)
- Островитяне (1866)
- „На нож“ (На ножах, 1870)
- „Свещеници“ (Соборяне, 1872)
- „Западналият род“ (Захудалый род, 1874)
- Чёртовы куклы (1890)

Повести
- „Житие на една жена“ (Житие одной бабы, 1863)
- „Леди Макбет от Мценска околия“ (Леди Макбет Мценского уезда, 1864)
- „Овцебик“
- „Кавгаджийка“ (Воительница, 1866)
- Старые годы в селе Плодомасове (1869)
- „Смях и мъка“ (Смех и горе, 1871)
- „Загадъчният човек“ (Загадочный человек, 1872)
- „Въплатеният ангел“ (Запечатленный ангел, 1872)
- „Очарованият странник“ (Очарованный странник, 1873)
- „На края на света“ (На краю света, 1875)
- Некрещёный поп (1877)
- „Левакът“ (Левша, 1881)
- Жидовская кувырколлегия (1882)
- „Печерски антики“ (Печерские антики, 1882)
- Интересные мужчины (1885)
- Гора (1888)
- Оскорблённая Нетэта (1890)
- „Полунощни“ (Полунощники, 1891)

Пиеси
- „Разточител“ (1867)